# Victor Pemberton
Victor Pemberton (Islington, Londres, Reino Unido; 10 de octubre de 1931-13 de agosto de 2017) fue un escritor y productor televisivo británico.

## Biografía

### Carrera
Pemberton creció en Islington, Londres, y vivió muchos años en Essex. En sus primeros años, Pemberton hizo varios pequeños papeles interpretativos. Además de novelizaciones, escribió varias novelas nostálgicas ambientadas en Londres, animado por el éxito de su radioteatro autobiográfico Our Family.
En su trabajo como editor de guiones se incluyen radioteatros y guiones televisivos para la BBC y la ITV, incluyendo Doctor Who, The Slide y The Adventures of Black Beauty. Su trabajo como productor televisivo incluye la versión británica de Fraggle Rock —de la segunda temporada en adelante—, y varios documentales independientes incluyendo el galardonado con el premio Emmy internacional de 1989 Gwen: A Juliet Remembered, sobre la actriz teatral Gwen Ffrangcon-Davies. En sus últimos años residió en España, donde siguió escribiendo novelas.

#### Doctor Who
Pemberton escribió la historia de Patrick Troughton de 1968 Fury from the Deep —que después novelizaría él mismo para Target Books—. La historia, en la actualidad perdida de los archivos de la BBC, estaba basada en un radioteatro independiente que había escrito, titulado The Slide, protagonizado por el futuro intérprete de El Amo, Roger Delgado. En esa historia se introdujo el icónico destornillador sónico del Doctor. También fue editor de guiones en la apertura de la quinta temporada clásica, The Tomb of the Cybermen.
En 1976, Pemberton escribió el audiodramático Doctor Who and the Pescatons para un experimento de Doctor Who en vinilo, y uno de los primeros spin-offs del programa. La producción estaba dirigida a los niños y está fuertemente basada en ideas que Pemberton había usado para Fury from the Deep. Más tarde novelizó The Pescatons en lo que fue el último libro publicado con el sello de Target Books. También había aparecido como actor, en un papel sin diálogo como científico en la historia de 1967 The Moonbase.